# Florissant, Missouri
Florissant är en stad i St. Louis County i Missouri och förort till Saint Louis. Vid 2020 års folkräkning hade Florissant 52 533 invånare.